# Tennis op de Olympische Zomerspelen 1996 (vrouwendubbel)
Het vrouwendubbelspel van het tennis op de Olympische Zomerspelen 1996 in de Amerikaanse stad Atlanta vond plaats van 25 juli tot en met 3 augustus 1996. Het evenement werd georganiseerd door de International Tennis Federation onder auspiciën van het Internationaal Olympisch Comité. Er werd gespeeld op de hardcourt-banen van het Stone Mountain Tennis Center.
Omdat het de Olympische Spelen waren, werden de zilveren en gouden medaille uitgereikt in de gouden finale. De bronzen medaille werd uitgereikt na de bronzen finale: een duel tussen de twee verliezende halvefinalisten.
Titelverdedigsters Gigi Fernández en Mary Joe Fernandez (geen familie) waren het eerste reekshoofd. Zij slaagden erin, hun titel te prolongeren en de gouden medaille in de wacht te slepen. Zij versloegen in de finale het als tweede geplaatste Tsjechische koppel Jana Novotná en Helena Suková, dat het zilver mocht meenemen. De als vierde geplaatste Spaanse dames Conchita Martínez en Arantxa Sánchez Vicario gingen met de bronzen medaille naar huis.

## Eindklassement
| resultaat | team                                      | land             |
| --------- | ----------------------------------------- | ---------------- |
| Goud      | Gigi Fernández Mary Joe Fernandez         | Verenigde Staten |
| Zilver    | Jana Novotná Helena Suková                | Tsjechië         |
| Brons     | Conchita Martínez Arantxa Sánchez Vicario | Spanje           |
| 4e plaats | Manon Bollegraf Brenda Schultz            | Nederland        |
| 5e plaats | Valda Lake Clare Wood                     | Groot-Brittannië |
| 5e plaats | Martina Hingis Patty Schnyder             | Zwitserland      |
| 5e plaats | Benjamas Sangaram Tamarine Tanasugarn     | Thailand         |
| 5e plaats | Jill Hetherington Patricia Hy-Boulais     | Canada           |

## Geplaatste teams
| Nr. | Team                                      | Resultaat | Uitgeschakeld door                        |    | Nr.                                 | Team         | Resultaat                             | Uitgeschakeld door |
| --- | ----------------------------------------- | --------- | ----------------------------------------- | -- | ----------------------------------- | ------------ | ------------------------------------- | ------------------ |
| 1.  | Gigi Fernández Mary Joe Fernandez         | Goud      |                                           | 5. | Nicole Bradtke Rennae Stubbs        | afgemeld     |                                       |                    |
| 2.  | Jana Novotná Helena Suková                | Zilver    | Gigi Fernández Mary Joe Fernandez         | 6. | Gabriela Sabatini Patricia Tarabini | eerste ronde | Sabine Appelmans Laurence Courtois    |                    |
| 3.  | Manon Bollegraf Brenda Schultz            | 4e plaats | Conchita Martínez Arantxa Sánchez Vicario | 7. | Amanda Coetzer Mariaan de Swardt    | tweede ronde | Valda Lake Clare Wood                 |                    |
| 4.  | Conchita Martínez Arantxa Sánchez Vicario | Brons     | Jana Novotná Helena Suková                | 8. | Kyōko Nagatsuka Ai Sugiyama         | eerste ronde | Jill Hetherington Patricia Hy-Boulais |                    |

## Toernooischema
| Legenda | Legenda                  |
| ------- | ------------------------ |
| Q       | Qualifier                |
| WC      | Deelname via wildcard    |
| LL      | Lucky Loser              |
| r       | Opgave / trok zich terug |
| w/o     | Walk-over                |
| Alt     | Alternate                |
| SE      | Special Exempt           |
| PR      | Protected Ranking        |
| d       | Diskwalificatie          |

### Gouden finale
| Gouden finale |                                   |   |   |  |
|               |                                   |   |   |  |
| 1             | Gigi Fernández Mary Joe Fernandez | 7 | 6 |  |
| 2             | Jana Novotná Helena Suková        | 6 | 4 |  |

##### Bronzen finale
| Bronzen finale |                                           |   |   |  |
|                |                                           |   |   |  |
| 3              | Manon Bollegraf Brenda Schultz            | 1 | 3 |  |
| 4              | Conchita Martínez Arantxa Sánchez Vicario | 6 | 6 |  |

### Bovenste helft
| Eerste ronde | Eerste ronde                          | Eerste ronde | Eerste ronde | Eerste ronde |  |  | Tweede ronde | Tweede ronde                       | Tweede ronde | Tweede ronde | Tweede ronde |  |  | Kwartfinale | Kwartfinale                       | Kwartfinale | Kwartfinale | Kwartfinale |  |  | Halve finale | Halve finale                      | Halve finale | Halve finale | Halve finale |
|              |                                       |              |              |              |  |  |              |                                    |              |              |              |  |  |             |                                   |             |             |             |  |  |              |                                   |              |              |              |
|              |                                       |              |              |              |  |  |              |                                    |              |              |              |  |  |             |                                   |             |             |             |  |  |              |                                   |              |              |              |
|              |                                       |              |              |              |  |  | 1            | Gigi Fernández Mary Joe Fernandez  | 6            | 6            |              |  |  |             |                                   |             |             |             |  |  |              |                                   |              |              |              |
| Alt          | Mary Pierce Nathalie Tauziat          | 6            | 3            | 6            |  |  | Alt          | Mary Pierce Nathalie Tauziat       | 4            | 3            |              |  |  |             |                                   |             |             |             |  |  |              |                                   |              |              |              |
|              | Magdalena Grzybowska Aleksandra Olsza | 2            | 6            | 0            |  |  |              |                                    |              |              |              |  |  | 1           | Gigi Fernández Mary Joe Fernandez | 6           | 6           |             |  |  |              |                                   |              |              |              |
|              | Valda Lake Clare Wood                 | 3            | 7            | 6            |  |  |              |                                    |              |              |              |  |  |             | Valda Lake Clare Wood             | 2           | 1           |             |  |  |              |                                   |              |              |              |
| WC           | Katerina Maleeva Magdalena Maleeva    | 6            | 68           | 3            |  |  |              | Valda Lake Clare Wood              | 7            | 7            |              |  |  |             |                                   |             |             |             |  |  |              |                                   |              |              |              |
| WC           | Kim Eun-ha Park Sung-hee              | 1            | 3            |              |  |  | 7            | Amanda Coetzer Mariaan de Swardt   | 5            | 5            |              |  |  |             |                                   |             |             |             |  |  |              |                                   |              |              |              |
| 7            | Amanda Coetzer Mariaan de Swardt      | 6            | 6            |              |  |  |              |                                    |              |              |              |  |  |             |                                   |             |             |             |  |  | 1            | Gigi Fernández Mary Joe Fernandez | 7            | 7            |              |
| 3            | Manon Bollegraf Brenda Schultz        | w            | /            | o            |  |  |              |                                    |              |              |              |  |  |             |                                   |             |             |             |  |  | 3            | Manon Bollegraf Brenda Schultz    | 5            | 63           |              |
|              | Olga Lugina Natalia Medvedeva         |              |              |              |  |  | 3            | Manon Bollegraf Brenda Schultz     | 7            | 7            |              |  |  |             |                                   |             |             |             |  |  |              |                                   |              |              |              |
|              | Virág Csurgó Andrea Temesvári         | 6            | 1            | 6            |  |  |              | Virág Csurgó Andrea Temesvári      | 65           | 65           |              |  |  |             |                                   |             |             |             |  |  |              |                                   |              |              |              |
| WC           | Paula Cabezas Bárbara Castro          | 4            | 6            | 3            |  |  |              |                                    |              |              |              |  |  | 3           | Manon Bollegraf Brenda Schultz    | 6           | 6           |             |  |  |              |                                   |              |              |              |
| WC           | Martina Hingis Patty Schnyder         | 3            | 6            | 6            |  |  |              |                                    |              |              |              |  |  | WC          | Martina Hingis Patty Schnyder     | 4           | 3           |             |  |  |              |                                   |              |              |              |
|              | Karina Habšudová Radomira Zrubáková   | 6            | 4            | 2            |  |  | WC           | Martina Hingis Patty Schnyder      | 2            | 6            | 7            |  |  |             |                                   |             |             |             |  |  |              |                                   |              |              |              |
|              | Sabine Appelmans Laurence Courtois    | 5            | 6            | 6            |  |  |              | Sabine Appelmans Laurence Courtois | 6            | 1            | 5            |  |  |             |                                   |             |             |             |  |  |              |                                   |              |              |              |
| 6            | Gabriela Sabatini Patricia Tarabini   | 7            | 3            | 4            |  |  |              |                                    |              |              |              |  |  |             |                                   |             |             |             |  |  |              |                                   |              |              |              |